# The Poet's Life
The Poet’s Life è una canzone scritta dal compositore inglese Edward Elgar nel 1892, con parole di Ellen Burroughs.

## Storia
Il manoscritto della canzone è dedicato a "Mrs. Fitton", ma questo è sbarrato.
La canzone fu pubblicata nel 1907 come uno dei Seven Lieder di Edward Elgar, con parole inglesi e tedesche.

## Versi
Parole in tedesco di Ed. Sachs.
| Inglese THE POET'S LIFE A poet sang, so light of heart was he, . . . There follow'd fame, and swiftly, swiftly there follow’d fame. | Tedesco DICHTERLEBEN Ein Dichter sang, die Weise klang so hell. . . . Und sein Nam' und Ruhm ist in jedem Mund. |

## Incisioni
- Songs and Piano Music by Edward Elgar has "The Poet's Life" performed by Mark Wilde (tenor), with David Owen Norris (piano).
- The Songs of Edward Elgar SOMM CD 220 Neil Mackie (tenor) with Malcolm Martineau (piano), at Southlands College, London, April 1999